# First Day
First Day es una serie de televisión australiana dramática para niños que fue estrenada en ABC Me el 30 de marzo de 2020. La serie fue originada del cortometraje del mismo titular el cual se trasmitió en 2017. La serie reúne todos los elementos del cortometraje. La serie estuvo filmada en Adelaide, Australia Del sur que incluye el edificio de Marryatville Instituto. 
La serie fue escrita y dirigida por Julie Kalceff y la protagoniza Evie MacDonald como Hannah Bradford, una chica transgénero de doce años, cuando inicia el ciclo escolar en la secundaria. Ella tiene que enfrentar los problemas sociales y personales de sus años de adolescencia temprana, mientras también lidia con las angustias de su identidad de género, la cual es privada a principios de la serie. Los temas primordiales que trata incluyen el enfoque a la identidad y pertenencia, y la exploración de derechos transgénero. La serie estuvo producida por Epic Films y Kojo Entertainment, en asociación con la South Australian Film Corporation y la  Australian Children's Television Foundation (ACTF). Recibió financiamiento del Gobierno australiano y Screen Australia. Jan Stradling de ABC y Bernadette O'Mahony de ACTF fuéron los productores ejecutivos de la serie. El programa fue renovado para una segunda parte en noviembre de 2020.
First Day y el cortometraje asociado han recibido una buena aceptación por la representación de diversidad en niños transgénero. El cortometraje ganó un premio para diversidad de MIPCOM y ganó un Prix del Premio de Equidad de Género de Jeunesse en 2018. La serie llena ganó un Premio de la GLAAD a los Medios de comunicación, Premio Kidscreen y Premio Rose d'O durante 2020 y 2021.

## Trama
Hannah Bradford es una chica transgénero de doce años que empieza su viaje hacia el fin de la primaria, y el principio de la secundaria. Tendrá que aprender a desenvolverse en su nuevo entorno, mientras también se enfrenta con las presiones sociales para encontrar su lugar mientras transiciona. Cuando empieza la secundaria, se presenta como ella en público por primera vez. Hannah se hace amiga de Olivia, Jazmín y Natalie, a quién Hannah no revela su identidad de género a ella. Aun así, lucha con ser abusada por Isabella, quien fue su compañera de la escuela primaria, quién la amenaza con revelar su secreto, y la molesta llamándola con su nombre anterior. Hannah vive con su madre, Amanda; y su padre, Steve, quiénes intentan protegerla del daño de situaciones externas, el cual a veces crea desacuerdo y conflicto por parte de Hannah.

## Reparto y personajes

### Reparto
- Evie MacDonald cuando Hannah Bradford, una chica transgénero de doce años, que le gusta el taekwondo.

### Otros personajes
- Joanne Hunt como Amanda Bradford, la madre de Hannah.[4]
- Brenna Harding como la maestra Fraser, la profesora de Matemáticas de Hannah.
- Anthony Brandon Wong como el señor Nguyen, el director de la Secundaria Hillview
- Mark Saturno como Steve Bradford, el padre de Hannah.
- Ethan Gifford como Jack Bradford, el hermano mayor de Hannah.
- Elena Liu como Olivia, amiga de Hannah con quién ella crea vínculos de amistar en su primer día de escuela.
- Nandini Rajagopal Cuando Natalie, la amiga nueva de Hannah.
- Arwen Diamond como Jazmín, la amiga nueva de Hannah.
- Isabel Burmester como Isabella, excompañera de la primaria que reconoce a Hannah.
- Jake Childs como Sarah, una compañera de Hannah que está luchando con su propia identidad de género.

## Producción
First Day fue primero ideado en 2017 en un solo episodio. El episodio unido de drama fue creado para Screen Australia y iniciativa de Chicas por ABC, el cual estuvo creado como financiar programa para fortalecer productoras australianas. El cortometraje estrenado como parte del especial por el Día Internacional de las Chicas. Evie MacDonald protagonizó el especial en el papel de Hannah Bradford, y se convirtió en la primera actriz transgénero en protagonizar un drama televisivo con guion en Australia. MacDonald tenía once años en el momento del rodaje y no había actuado antes. Julie Kalceff escribió y dirigió el proyecto. Kalceff estaba motivada para aumentar la visibilidad de la comunidad LGBTQIA+ contando una historia sobre un adolescente transgénero. Creía que era importante que una chica transgénero interpretara a Hannah, lo que llevó a MacDonald a ser elegida.
En junio de 2019, una miniserie basada en el cortometraje original estuvo ordenado por la Corporación Televisiva Australiana para trasmitirla por ABC Me. La serie estuvo financiada a través de la  South Australian Film Corporation y la Australian Children's Television Foundation (ACTF). También titulada First Day, MacDonald y el equipo creativo original fueron nombrados para volver a la producción, que se contaría como una serie de cuatro partes. Kalceff se incorporó al proyecto como guionista y director, junto con los productores Kirsty Stark, Kate Croser y la coproductora Kate Butler. La serie se rodó en Adelaida y fue dirigida por Kalceff, que actuó como guionista y directora de todos los episodios. El rodaje comenzó en julio de 2019 en el sur de Australia, con un equipo local. Kalceff declaró estar emocionada por contar la historia original con más detalle. La serie fue producida por Epic Films en asociación con Kojo Entertainment, y las ventas internacionales de la serie fueron manejadas por ACTF. La serie completa se estrenó el 30 de marzo de 2020 en ABC Me.
En noviembre de 2020, ACTF invirtió en una segunda parte de First Day, que consiste en adicionar cuatro episodios.